# Kathedrale Hl. Michael (Coimbatore)

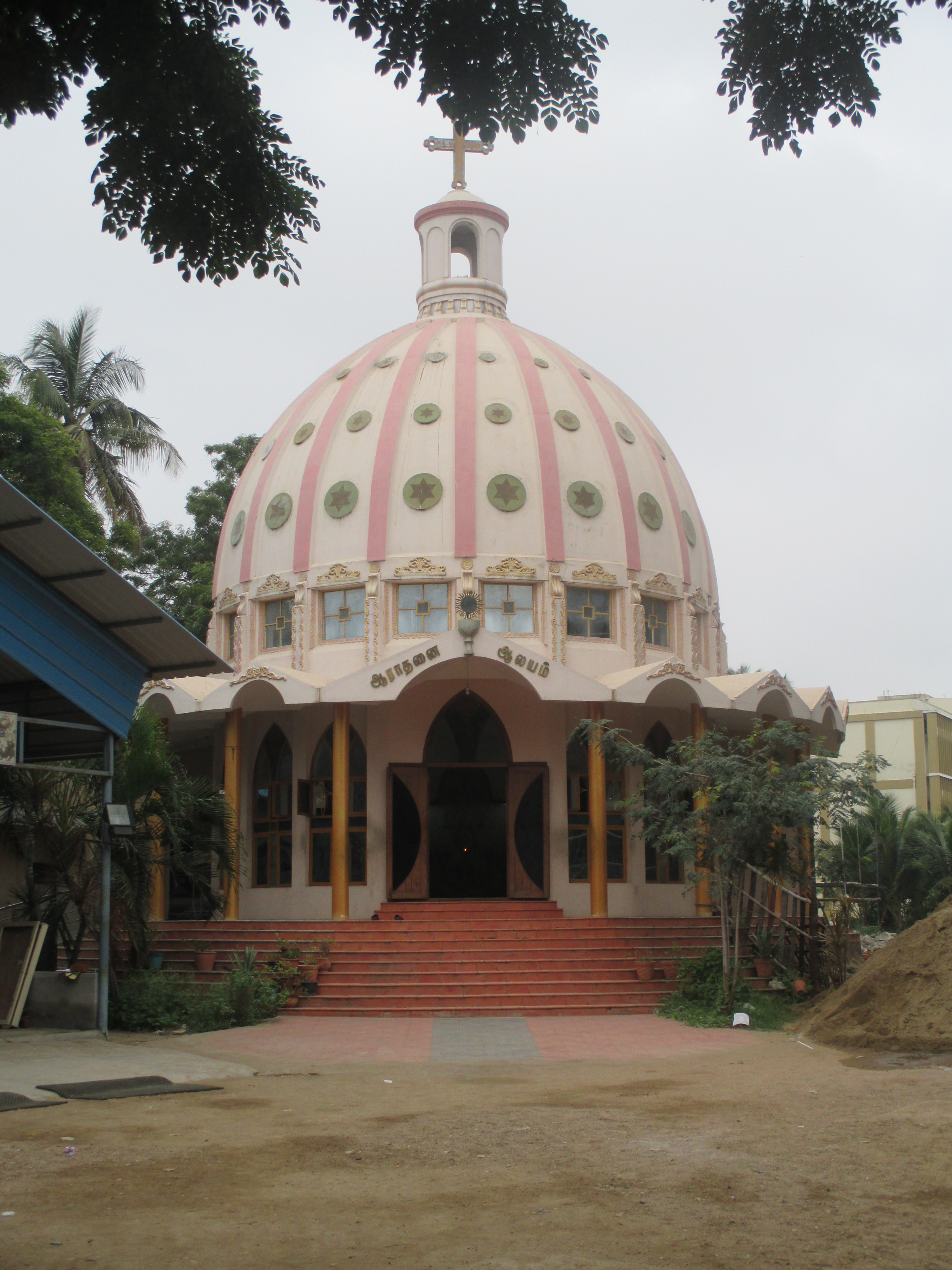
Kathedrale Hl. Michael

Die Hl.-Michael-Kathedrale (Tamil புனித மிக்கேல் கதீட்ரல், englisch St. Michael’s Cathedral) ist eine römisch-katholische Kathedrale in Coimbatore im indischen Bundesstaat Tamil Nadu. Die dem Erzengel Michael geweihte Kirche ist Bischofssitz des Bistums Coimbatore. Sie befindet sich im Stadtzentrum Coimbatores nahe dem Bahnhof Coimbatore Junction.
Der Bau der alten St.-Michaelis-Kathedrale wurde begonnen, als Coimbatore 1850 auf Betreiben französischer Missionare hin zum Bischofssitz erhoben wurde. Die Pläne stammten vom ersten Bischof von Coimbatore,  Melchior-Marie-Joseph de Marion-Brésillac. Der Bau der Kathedrale verzögerte sich aber und konnte erst nach 17 Jahren abgeschlossen werden. Letztlich wurde die Kathedrale in wesentlich kleinerer Form erbaut, als es die ursprünglichen Baupläne vorsahen. 
Am 28. April 1867 weihte Bischof Claude-Marie Dépommier die St.-Michaelis-Kathedrale. Bischof Dépommier stattete die Kathedrale mit drei Kirchenglocken und einem Altar aus, die allesamt aus Frankreich importiert wurden. Außerdem stiftete der französische Kaiser Napoleon III. drei Gemälde, die den Heiligen Martin von Tours, den Guten Hirten und die Enthauptung Johannes des Täufers darstellten. Die Gemälde fielen allesamt im 20. Jahrhundert Termitenfraß zum Opfer.
Die baufällig gewordene alte St.-Michaelis-Kathedrale wurde 2013 abgerissen, da sie zudem nicht allen Gottesdienstbesuchern Platz bot. Ein Einspruch gegen die Zerstörung des historischen Bauwerks wurde vom Madras High Court abgewiesen. Die abgerissene Kathedrale wird durch einen Neubau an der gleichen Stelle ersetzt werden. Der Grundstein für die neue St.-Michaelis-Kathedralesoll am 12. Mai 2013 gelegt werden. Die neue Kathedrale wird im historistischen Stil gehalten sein. Der Bau sollte zwei Jahre[veraltet] dauern und 100 Millionen Indische Rupien kosten.